# Granollers de la Plana
Granollers de la Plana és un poble disseminat del municipi de Gurb (Osona), situat a la vora de la carretera de Vic a Manlleu i està a la zona entre la C-17 per l'oest, a l'entrada de Vic pel sud i per C-153 per l'est, al voltant de la parròquia de Sant Esteve de Granollers, de la qual, històricament, depenien Vilamirosa, el Fugurull i Vilagelans. En el cens de 2023, la població comptava amb 275 habitants.

## Història
El poble de Granollers de la Plana es va mencionar per primera vegada l'any 903 com a una parròquia, tot i que l'esglèsia de Sant Esteve de Granollers de la Plana va ser mencionada per primera vegada l'any 1088 (tot i que algunes fonts indiquen també el 1080). Dins de la parròquia també s'uneixen Sant Julià de Vilamirosa (esmentat per primer cop el 946 i que s'uneix durant el segle xiv), i Santa Maria de Palau (esmentat per primer cop el 930 i que és desconeix la data en el que s'uneix a la parròquia).
Mentrestant, a la zona nord, a la entitat de Vilamirosa (Manlleu), amb un petit nucli de set cases i un edifici que pertanyia als Hospitalaris de Sant Joan, el poble va arribar a tenir un batlle pròpi l'any 1178. El municipi va arribar a tenir un cens de 22 masos i 157 habitants l'any 1768, i finalment el 1844, deixa de ser municipi pròpi per fusionar-se amb el terme municipal de Manlleu.
L'agost del 1827, és dona permís a Gaspar Molas per crear la primera i única colònia tèxtil de Granollers de la Plana, situat a l'est de la zona (al costat de l'aiguabarreig del riu Ter amb el riu Gurri), creant així la Colònia Malars, sent així una de les primeres colònies tèxtils de la comarca d'Osona. Aquesta colònia tèxtil va albergar fins a 150 habitants (1861) i va funcionar fins a l'any 1996, i sent abandonat des d'aquell any.
Actualment, Granollers de la Plana és una entitat municipal descentralitzada (no oficial) que va creixent cada cop més com a un poble més unit (amb una festa major pròpia i amb altres activitats que és van fent a la zona) i amb diferents nuclis repartits per tota la zona (la zona de La Cabra, de Vilamirosa i la de Sant Esteve de Granollers de la Plana).

## Llocs d'interès

#### Església de Sant Esteve de Granollers
L'església es troba sobre un turó i està testimoniada des del 903. L'edifici actual fou consagrat el 1080 i és d'estil romànic amb absis llombard. L'interior és d'estil barroc.

#### Santa Maria de Palau
L'església de Santa Maria de Palau esta localitzada al nord del poble disseminat de Granollers de la Plana i està testimoniada des del 930. L'exterior és d'estil romànic mentre que l'interior és d'estil barroc.

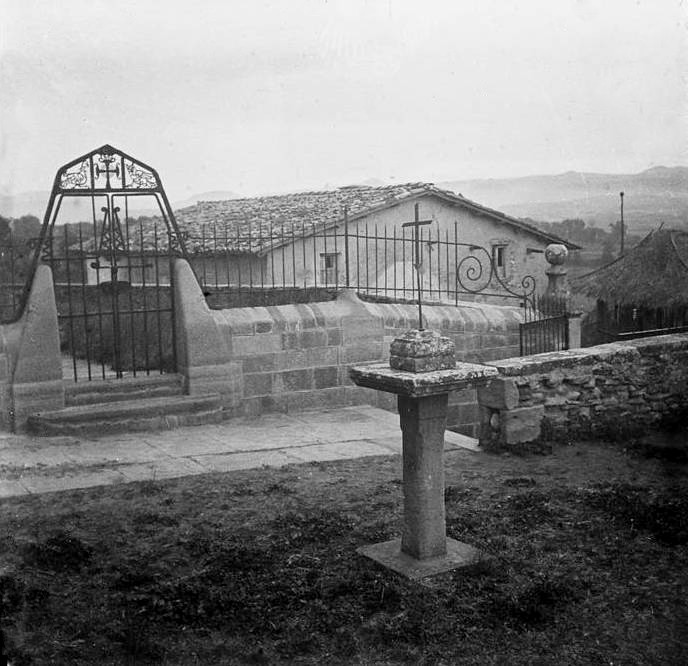
La creu de l'Església de Sant Esteve de Granollers de la Plana (Any 1916)

#### Camp Esportiu Atlètic La Cabra
Es un antic camp de futbol de sorra on s'hi jugaven partits entre pels finals dels anys seixanta i el 2019. Hi jugava l'equip de futbol ameutur i aficionat el Club Atlètic La Cabra, un club de futbol que participava a les categories de la FCF fins a l'any 2013, des de llavors, aquest club juga al futbol aficionat osonenc. Actualment el club jugà a l'estadi de l'UE Gurb.

#### Camp de vol de la Polleda
Es un aeròdrom localitzat a la zona de Palau a la zona nord de Granollers de la Plana. En aquest cap de vol, s'hi enlairen ultralleugers. Funciona des de l'any 2000 i és exclusiu per els usuaris, tot i que està obert a tothom que hi pugui aterrar.Té una pista de vol de gespa i set hangars amb espai per a dos o tres ultralleugers. El club compta amb una vintena de socis de la comarca.

#### Colònia Malars
La Colònia Malars és una colonia ubicada entre el riu Gurri i el riu Ter. Va ser construïda l'any 1827 i va ser un dels llocs més actius de la zona durant el segle XIX i el segle xx. La colònia i la fàbrica va deixar de funcionar l'any 1996, quan va entrar en subhasta i va ser comprada per els germans de Banyoles i posteriorment l'any 1999 per Diemen. Actualment la colònia està en molt mal estat i tota l'estructura està en perill de desaparèixer.

#### Riu Gurri
És el riu més important de la zona. Hi ha un pont que connecta el poble disseminat de Granollers de la Plana amb el poble de Roda de Ter i la Creu de Codines. Una de les carecteristiques que té el riu és quan hi ha un periode fort de pluja, el riu és més inundable i no s'hi pot passar pel pont per la crescuda del riu.

#### Riu de l'Aiguol
És un petit riu que travessa per tot Granollers de la Plana fins que s'ajunta amb el Gurri. Quan hi han episodis de pluja, el riu fa que a vegades hi hagin inundacions a la carretera de la recta de Vic, el que fa que a vegades s'hagi de tallar la carretera per la zona inundable. És un riu molt important per la zona.

## Demografia
L'evolució de la població de Granollers de la Plana s'ha carecteritzat per la migració de la població del camps a les ciutats i això ha fet que la població del poble baixes de 392 habitants a l'any 2000 fins al 2011 amb 297 habitants, 95 menys que fa 11 anys. Després del 2011, la població de Granollers de la plana s'ha mantingut entre els 270 i els 300 habitants.
| 1996 | 1998 | 2000 | 2002 | 2004 | 2006 | 2008 | 2010 | 2012 | 2014 |
| ---- | ---- | ---- | ---- | ---- | ---- | ---- | ---- | ---- | ---- |
| -    | -    | 392  | 373  | 335  | 347  | 337  | 303  | 305  | 305  |

| 2016 | 2018 | 2020 | 2022 | 2024 | 2026 | 2028 | 2030 | 2032 | 2034 |
| ---- | ---- | ---- | ---- | ---- | ---- | ---- | ---- | ---- | ---- |
| 300  | 292  | 298  | 272  | 289  | -    | -    | -    | -    | -    |

## Festes Populars Locals i Nacionals de Granollers de la Plana
- 1 de Gener: Cap d'Any
- 5 de Gener: Festa dels Reis
- 23 d'Abril: Festa de Sant Jordi
- Tercer Diumenge de Maig: Festa de Sant Isidre de Granollers de la Plana (Sopar i Fira)
- Primer Diumenge d'Agost: Festa Major de Granollers de la Plana (+ Activitats variades)
- 11 de Setembre: Diada Nacional de Catalunya
- 25 de Desembre: Nadal